# WWF Capital Carnage
WWF Capital Carnage foi um evento pay-per-view somente transmitido para o Reino Unido produzido pela World Wrestling Federation (WWF). Aconteceu no dia 6 de dezembro de 1998 no London Arena em Londres, Inglaterra.

## Resultados
| #                              | Resultado                                                                       | Estipulações                                           | Tempo |
| ------------------------------ | ------------------------------------------------------------------------------- | ------------------------------------------------------ | ----- |
| Dark                           | Droz derrotou Mosh                                                              | Luta individual                                        | 06:00 |
| 1                              | Gangrel derrotou Al Snow                                                        | Luta individual                                        | 05:51 |
| 2                              | The Headbangers (Mosh e Thrasher) derrotaram The Legion of Doom (Droz e Animal) | Luta de duplas                                         | 03:21 |
| 3                              | Val Venis derrotou Goldust                                                      | Luta individual                                        | 05:33 |
| 4                              | Tiger Ali Singh derrotou Edge                                                   | Luta individual                                        | 02:51 |
| 5                              | Sable e Christian derrotaram Jacqueline e Marc Mero                             | Luta de duplas mista                                   | 04:49 |
| 6                              | Ken Shamrock (c) derrotou Steve Blackman                                        | Luta individual pelo WWF Intercontinental Championship | 06:51 |
| 7                              | Triple H (com Chyna) derrotou Jeff Jarrett (com Debra)                          | Luta individual                                        | 06:55 |
| 8                              | New Age Outlaws (Road Dogg e Billy Gunn) (c) derrotaram D'Lo Brown e Mark Henry | Luta de duplas pelo WWF Tag Team Championship          | 12:34 |
| 9                              | The Rock (c) derrotou X-Pac por desqualificação                                 | Luta individual pelo WWF Championship                  | 12:34 |
| 10                             | Steve Austin derrotou Kane, Mankind e The Undertaker                            | Luta Fatal Four-Way com Gerald Brisco como árbitro     | 16:05 |
| (c) – Campeão(s) antes da luta |                                                                                 |                                                        |       |